# Tiepłochod nr 8
Tiepłochod nr 8 – stawiacz min typu Tiepłochod zbudowany dla Marynarki Wojennej Imperium Rosyjskiego. W ostatnim roku I wojny światowej zdobyty przez Niemców, a po kapitulacji przekazany Estończykom. W Eesti merejõud służył jako „Mootortraaler Nr 10”, „Olew” i „Vaindlo”. Wraz z pozostałymi estońskimi jednostkami przejęty przez ZSRR w 1940 roku. Zezłomowany w 1948 roku.

## Budowa i opis techniczny
Okręt był trzecim stawiaczem min drugiej serii typu Tiepłochod. Zamówienie złożono w stoczni Björneborgs Mekanisk Verkstad w Björneborg. Stępka położona została w styczniu 1915 roku, wodowanie miało miejsce w sierpniu, a wejście do służby w Marynarce Wojennej Imperium Rosyjskiego pod nazwą „Tiepłochod nr 8” (w skrócie „T-8”) 3 października.
Jego całkowita długość wynosiła 23,17 metra, szerokość 4,57 metra, zaś zanurzenie 1,52 metra. Wyporność standardowa wynosiła 45, a pełna 50 ton.
Okręt napędzany był przez 2 silniki, każdy o mocy 50 KM, miał 2 śruby. Okręt mógł rozwinąć maksymalnie 7,5 węzłów. Zapas 2,2 tony paliwa pozwalał jednostce na pokonanie 400 mil morskich przy 6 węzłach.
Jednostka uzbrojona była w karabin maszynowy. Miała też możliwość zamontowania działa kalibru 47 lub 57 mm. Jako stawiacz min, mogła zabrać 10 min morskich standardowej wielkości lub 40 rybek.

## Służba
„Tiepłochod nr 8” po przewrocie październikowym przeszedł w ręce bolszewików. Utracili go oni w lutym 1918 roku, gdy z powodu zalodzenia Zatoki Fińskiej nie mógł być ewakuowany z wód estońskich. Zgodnie z warunkami rozejmu w Compiègne został przekazany Estonii. Na listę Eesti merejõud oficjalnie wszedł pod nazwą „Mootortraaler Nr 10” (w skrócie „M-10”). Okręt jeszcze w czasie wojny o niepodległość Estonii przemianowano na „Olew”.
Okręt brał udział w działaniach wojennych przeciwko bolszewikom – 17 stycznia 1919 roku uczestniczył w desancie pod Utrią. „Olew” wraz z „Kalewem” wspierały ofensywę wojsk Korpusu Północnego na Piotrogród. Od 15 maja 1919 roku działały na rzece Ługa. Jednostki wzięły na pokład oddział desantowy złożony z załogantów niszczyciela „Wambola” i ruszyły w górę rzeki. We wsi Kuziomkino stoczyły potyczkę z siłami lądowymi Rosjan, którzy zostali odegnani ogniem z dział i karabinów maszynowych zamontowanych na okrętach.
Na przełomie czerwca i lipca 1919 roku okręt brał udział w walkach przeciw wycofującej się bałtyckiej Landeswehrze. Holowany przez „Lennuka”, wyruszył do Rygi 30 czerwca. Wraz z pozostałymi jednostkami znalazł się w ujściu Dźwiny o 13:45. „Kalew” i „Olew” szły w górę rzeki przed pozostałymi okrętami, trałując ją z min i oznaczając bezpieczny tor. W dniach 13–15 października trałowiec, w zespole okrętów estońsko-brytyjskich, wspierał postępy Zachodniej Armii Ochotniczej działając w Zatoce Koporskiej.
Kolejna zmiana nazwy miała miejsce w roku 1936, kiedy okręt otrzymał imię „Vaindlo”.
W wyniku okupacji Estonii przez Armię Czerwoną jednostka została włączona 13 sierpnia 1940 roku w skład Marynarki Wojennej ZSRR. Nazwę jednostki zmieniono 25 lipca 1941 roku, nowe oznaczenie brzmiało „KT-1501”. W sierpniu (28-29) brał udział w ewakuacji Tallinna. Do wcześniejszej nazwy, zapisanej jako „Wajdnlo” powrócił 7 września. Od 1 października 1942 do 3 sierpnia 1944 roku w rezerwie. Po przeklasyfikowaniu na kuter nurkowy otrzymał oznaczenie „WRD-84”, zmienione na „WRD-105” 17 stycznia 1944 roku. Swoją służbę zakończył 28 sierpnia 1948 roku, kiedy to został przekazany na złom.